# Carl von Borkowski

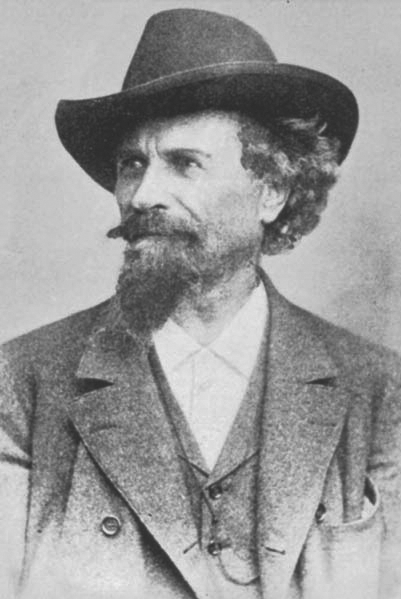
Carl Ritter von Borkowski

Carl Ritter von Borkowski (* 14. Juni 1829 in Czernowitz; † 23. Juli 1905 in Wien) war österreichischer Baumeister und Architekt. Als Baudirektor und Chefarchitekt des Wiener Cottage Vereins plante und errichtete er den Großteil der in der ersten Bauphase entstandenen Cottage-Villen in Wien-Währing. Er war auch ein begabter Sänger und Zeichner.

## Leben
Borkowski erlernte zunächst das Maurerhandwerk und studierte von 1846 bis 1853 am k.k. Polytechnischen Institut, der späteren Technischen Hochschule in Wien erst Technik, später entschied er sich für ein Architekturstudium, nach dessen Abschluss er die Nürnberger Kunstschule besuchte. 1848 diente Borkowski bei der Nationalgarde in Wien. Seine Erlebnisse der dramatischen Ereignisse von März bis Oktober 1848 hat er ausführlich in Briefberichten an seinen Vater geschildert. (Vgl. unten Literatur).
Praktische Ausbildung als Architekt bekam Borkowski bei dem berühmten Wiener Ringstraßen-Architekten Heinrich von Ferstel, dessen Assistent er zwei Jahre lang war. Einen Großteil seines Lebens beschäftigte er sich mit Cottage-Entwürfen. Sein erstes wichtiges Werk ist der Entwurf der Cottage-Anlage zwischen Kassel und Wilhelmshöhe, für die er auch rund 200 Villen plante. Sein Hauptwerk ist die Gestaltung und Ausführung der Villenanlage im Wiener Cottage, die er als Baudirektor und Chefarchitekt des Wiener Cottage Vereins bis 1894 maßgeblich beeinflusste. Er verwendete in seinen Cottage-Entwürfen mit Vorliebe Elemente des historischen Formenrepertoires. Er gilt als Vertreter des Hoch- und Späthistorismus.
Er ruht in einem ehrenhalber gewidmeten Grab auf dem Döblinger Friedhof (Gruppe 33, Reihe 2, Nummer 29).
Im Jahr 1910 wurde in Wien-Döbling (19. Bezirk) die Borkowskigasse nach ihm benannt.